# 杜遵道
杜遵道（？—1355年），元朝末年大宋红巾军领导人，山东人。
杜遵道在元顺帝时担任国子监生，后任枢密院掾史。因对时政不满，弃官还乡居颍州（今安徽阜阳），结识颍州白莲教首领刘福通。至正十一年（1351年），杜遵道与韩山童、刘福通等举兵反元。在军中为主谋，首破颍州，占领豫皖重镇。至正十五年（1355年）二月，杜遵道与刘福通等在亳州（今安徽亳州）拥立韩山童之子韩林儿为帝，号称小明王，国号大宋，年号“龙凤”，建都亳州，杜遵道为丞相。不久，杜遵道被刘福通杀害。